# Nordfjord (fjord i Grönland, lat 73,67, long -24,25)
Nordfjord är en fjord i Grönland (Kungariket Danmark). Den ligger i den östra delen av Grönland, 1 500 km nordost om huvudstaden Nuuk.